# Аджикабульський район
Аджикабульский район (або Аджиґабульский, азерб. Hacıqabul rayonu) — адміністративна одиниця на заході Азербайджану. Адміністративний центр місто Аджикабул.

## Географія
Район охоплює частину Кура-Араксинської рівнини, поблизу Ширвана. Межує з Ахсуйським, Кюрдамирським, Шемахинським, Гобустанським, Апшеронським, Сальянським, Сабірабадським районами і містом Ширван.

## Історія
Аджикабульський район, розташований на Великому шовковому шляху, був у різні часи під владою Арабського халіфату, Сельджуків, Сасанідів, Хулагідів, Ширваншахів, Сефевідів. Під час поділу держави на ханства район було включено в Шамахинське ханство. Після приєднання Північного Азербайджану до царської Росії він був включений до Шамахинського повіту Прикаспійської провінції, заснований 1830 року. Після скасування Прикаспійської провінції 1841 року район було включено до Шамахинської губернії. Після руйнівного землетрусу 1859 року в Шамасі столицю було перенесено до Баку. У 1860—1930 рр. Аджикабул був частиною Шамахинського повіту Бакинської губернії. 8 серпня 1930 року Шамахинський повіт було скасовано, внаслідок чого було засновано новий — Гарасу. Від 29 листопада 1938 року Аджикабулу надано статус міста. 4 січня 1939 року створено Кази-Магомедський район Азербайджанської РСР. 24 грудня 1959 року його ліквідовано і передано місту Алі-Байрамли.
1990 року на території колишнього Кази-Магомедського району утворено Аджикабульський район.

## Географія
Аджикабульський район охоплює Ширванську рівнину і південно-східну частину Великого Кавказького тектонічного підняття. Рівнинна частина області знаходиться нижче рівня моря. Поширені неогенові і антропогенові відклади. Є грязьові вулкани. Корисні копалини: нафта, газ, глина. Ріки Кура і Пірсагат течуть по території району. Також на території району розташоване озеро Аджикабул. Поширені сіро-бурі, сіро-лучні, засолені ґрунти. Рослинність напівпустельного типу.
Клімат Аджикабульського району — сухий і теплий, типовий для напівпустельних районів. Літо характеризується помірним жарким напівпустельним і сухим пустельним кліматом. Температура влітку досягає 40° C. Зима помірна.
Середня температура становить 2 °C у січні і 26 °C в липні. Опади випадають переважно навесні і восени. Середньорічна кількість опадів 250—370 мм.

## Історичні пам'ятники
Палац Пір Гусейна, що належить до XI—XIV століть, знаходиться на території Аджикабульського району. Згідно з наказом Міністерства культури Азербайджанської Республіки від 2004 року палац охороняється як історична пам'ятка. В перші роки радянського періоду в мавзолеї Пір Гусейна проведено розкопки. Предмети історії та архітектури, виявлені під час розкопок, зберігаються в Ермітажі та державному музеї Грузії. 1981 року почалося відновлення пам'яток палацу Пір Гусейна.

## Населення
За даними Статистичного комітету Азербайджанської Республіки, на початок 2018 року чисельність населення становить 74,7 тисячі осіб. З них 37,4 тисячі осіб проживають у містах, 37,3 тисячі осіб — в сільській місцевості.
| Населення Аджикабульського району за роками (тис. осіб на початок року) [8] |      |      |      |      |      |      |      |      |      |      |      |      |      |      |      |      |      |      |      |      |
| Населення                                                                   | 1999 | 2000 | 2001 | 2002 | 2003 | 2004 | 2005 | 2006 | 2007 | 2008 | 2009 | 2010 | 2011 | 2012 | 2013 | 2014 | 2015 | 2016 | 2017 | 2018 |
| Аджикабульський район                                                       | 57,9 | 58,5 | 59,1 | 59,7 | 60,2 | 60,7 | 61,7 | 63,0 | 63,9 | 64,8 | 65,7 | 66,5 | 67,3 | 68,3 | 69,1 | 70,1 | 71,2 | 72,5 | 73,6 | 74,7 |
| Міське населення                                                            | 26,4 | 26,8 | 27,1 | 27,3 | 27,6 | 31,7 | 32,2 | 32,6 | 33,0 | 33,4 | 33,8 | 34,1 | 34,5 | 34,8 | 35,2 | 35,5 | 36,0 | 36,5 | 37,0 | 37,4 |
| Сільське населення                                                          | 31,5 | 31,7 | 32,0 | 32,4 | 32,6 | 29,0 | 29,5 | 30,4 | 30,9 | 31,4 | 31,9 | 32,4 | 32,8 | 33,5 | 33,9 | 34,6 | 35,2 | 36,0 | 36,6 | 37,3 |

## Економіка
Через район проходить залізниця Баку-Тбілісі та 82 км Шовкового шляху. В Аджикабулі діють понад 35 державних і приватних установ. Найбільшою з цих установ є відділ експлуатації Куринського водогону, відкритий 1971 року. Він забезпечує питною водою прилеглі райони і столицю країни. Відділ виробництва газопроводів і підземне сховище газу «Калмаз» забезпечують потреби республіки в природному газі. В районі діє залізничне підприємство. Птахофабрики «Адиширин» і «Пірсаат» задовольняють попит на яйця в Ааджикабульському та прилеглих районах. Обидві ферми працюють від початку незалежності.

## Адміністративний устрій
У Аджикабульському районі діє 23 муніципалітети:
| #  | Муніципалітети                               | Села                                                                | Населення (2019) |
| -- | -------------------------------------------- | ------------------------------------------------------------------- | ---------------- |
| 1  | Аджикабульский міський муніципалітет         | м. Аджикабул, с. Баликчи                                            | 27188            |
| 2  | Абдульянський сільський муніципалітет        | с. Абдулабад, с. Колани                                             | 5924             |
| 3  | Атбулацький сільський муніципалітет          | с. Атбулак, с. Куртчу, с. Кизилбурун                                | 5129             |
| 4  | Муганський сільський муніципалітет           | с. Мугань                                                           | 5659             |
| 5  | Мейніманський сільський муніципалітет        | с. Мейніман, с. Мейніман Перше, с. Мейніман Друге, c. Ахтачи Ширван | 2926             |
| 6  | Навагінський сільський муніципалітет         | с. Навагі, c. Пірсагат                                              | 4641             |
| 7  | Навагінський малий міський муніципалітет     | с. Навагі                                                           | 2546             |
| 8  | Ранджбарський сільський муніципалітет        | с. Ранджбар                                                         | 3630             |
| 9  | I Удуллинський сільський муніципалітет       | c. Удуллу Перше, с. Пашали Перше, с. Пашали Друге, с. Шорбачи       | 4477             |
| 10 | II Удуллинський сільський муніципалітет      | с. Удуллу Друге, с. Кубали, с. Тагіли                               | 2718             |
| 11 | Ґарасуїнський сільський муніципалітет        | с. Ґарасу                                                           | 3047             |
| 12 | Падарський сільський муніципалітет           | с. Падар                                                            | 1103             |
| 13 | Кубалибалаогланський сільський муніципалітет | c. Кубалибалаоглан, c. Пірсагатчай                                  | 3214             |
| 14 | Талиський сільський муніципалітет            | c. Талиш                                                            | 2379             |
| 15 | Алятліський сільський муніципалітет          | c. Алятлі, c. Бурвенд, c. Агаджанли                                 | 996              |
|    | Всього                                       |                                                                     | 75577            |

## Відомі уродженці
- Раміз Аліджавад огли Гасумов[ru] (нар. 1958) — радянський і російський вчений і управлінець в галузі нафтогазової промисловості.
- Нізамі Мамед огли Сулейманов[ru] (1945—2016) — радянський і азербайджанський вчений-матеріалознавець, фахівець в галузі інструментальних сталей, від 1989 року — член-кореспондент Академії наук Азербайджану, також президент Азербайджанської національної творчої академії. Був кандидатом на пост президента Азербайджану на виборах 1992 і 1998 років.
- Зівар Сюбхан кизи Агаєва (1934—2015) — азербайджанська поетеса.

## Галерея

Аджикабул
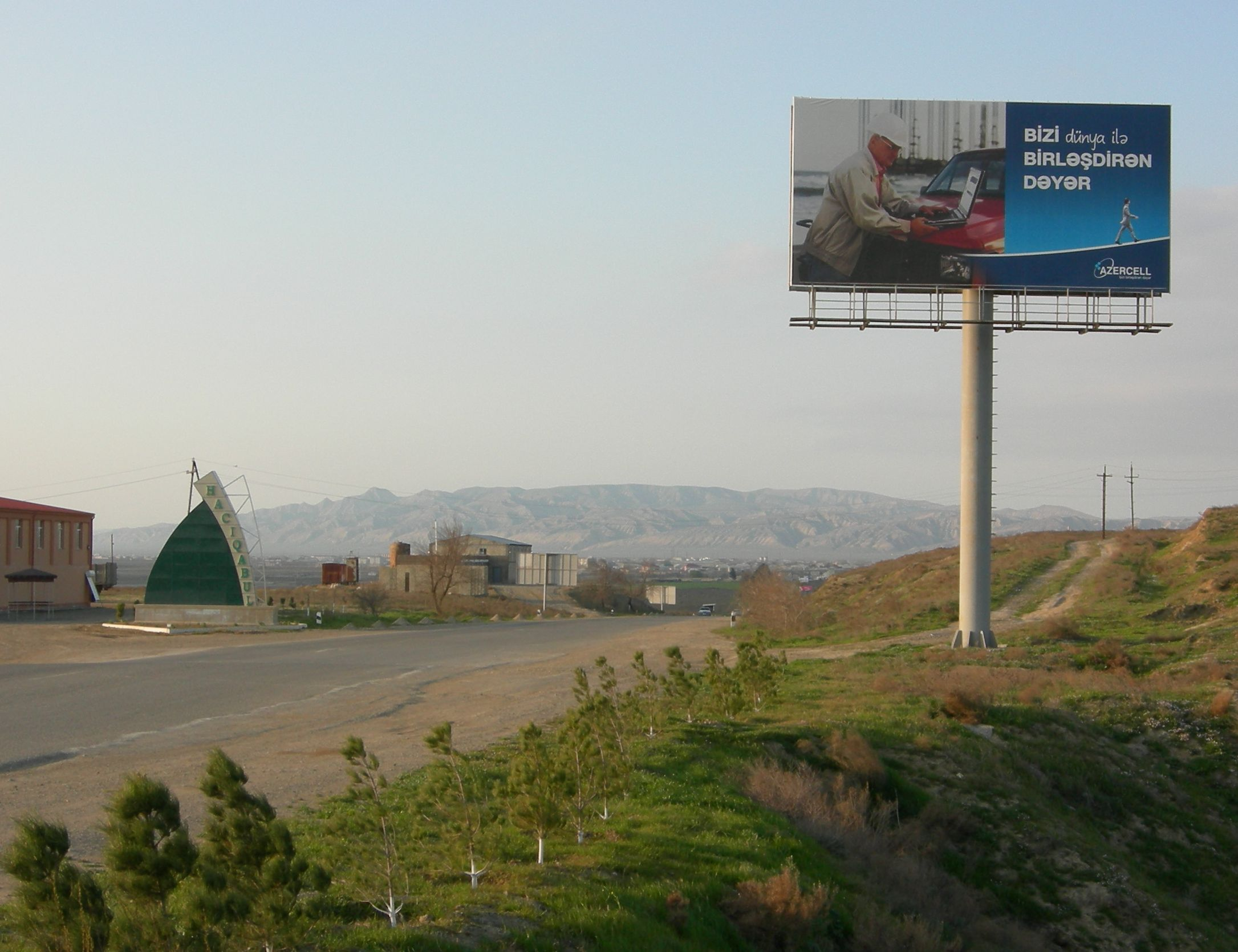
Дорога з Ширвана до Аджикабульського району. Місто Аджикабул на задньому плані
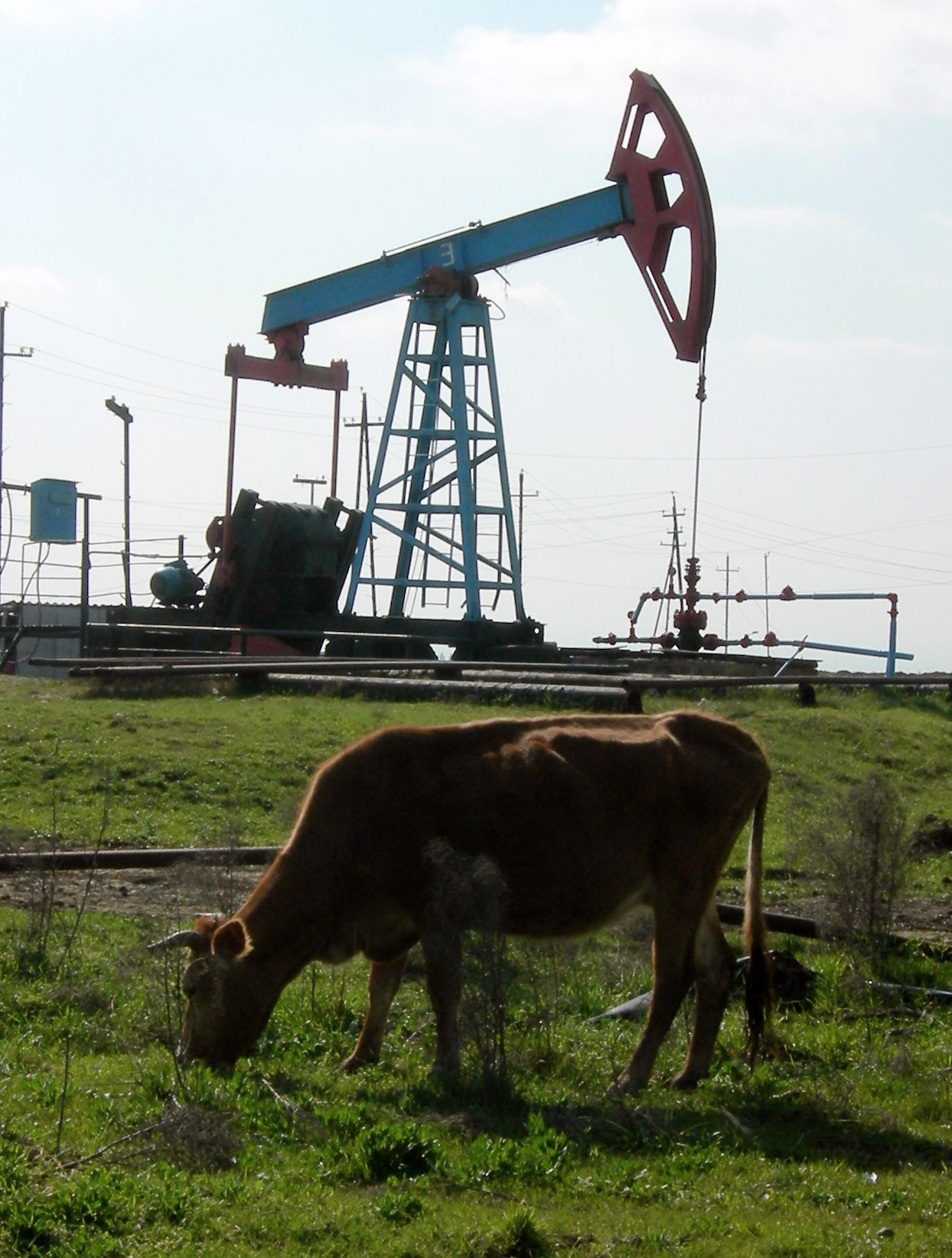
Берегова нафта в околицях Аджикабула
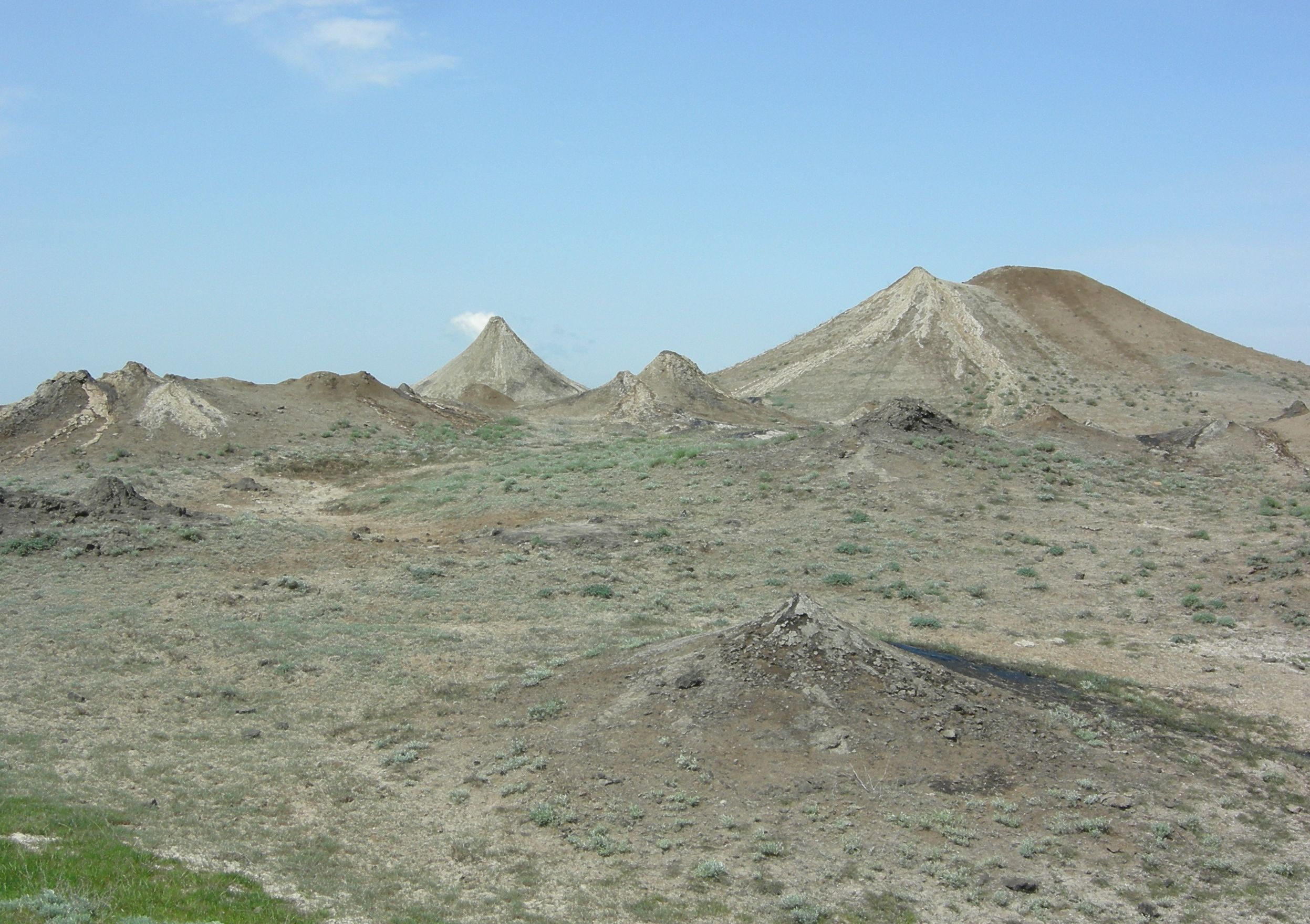
Грязьові вулкани Аджикабульського району
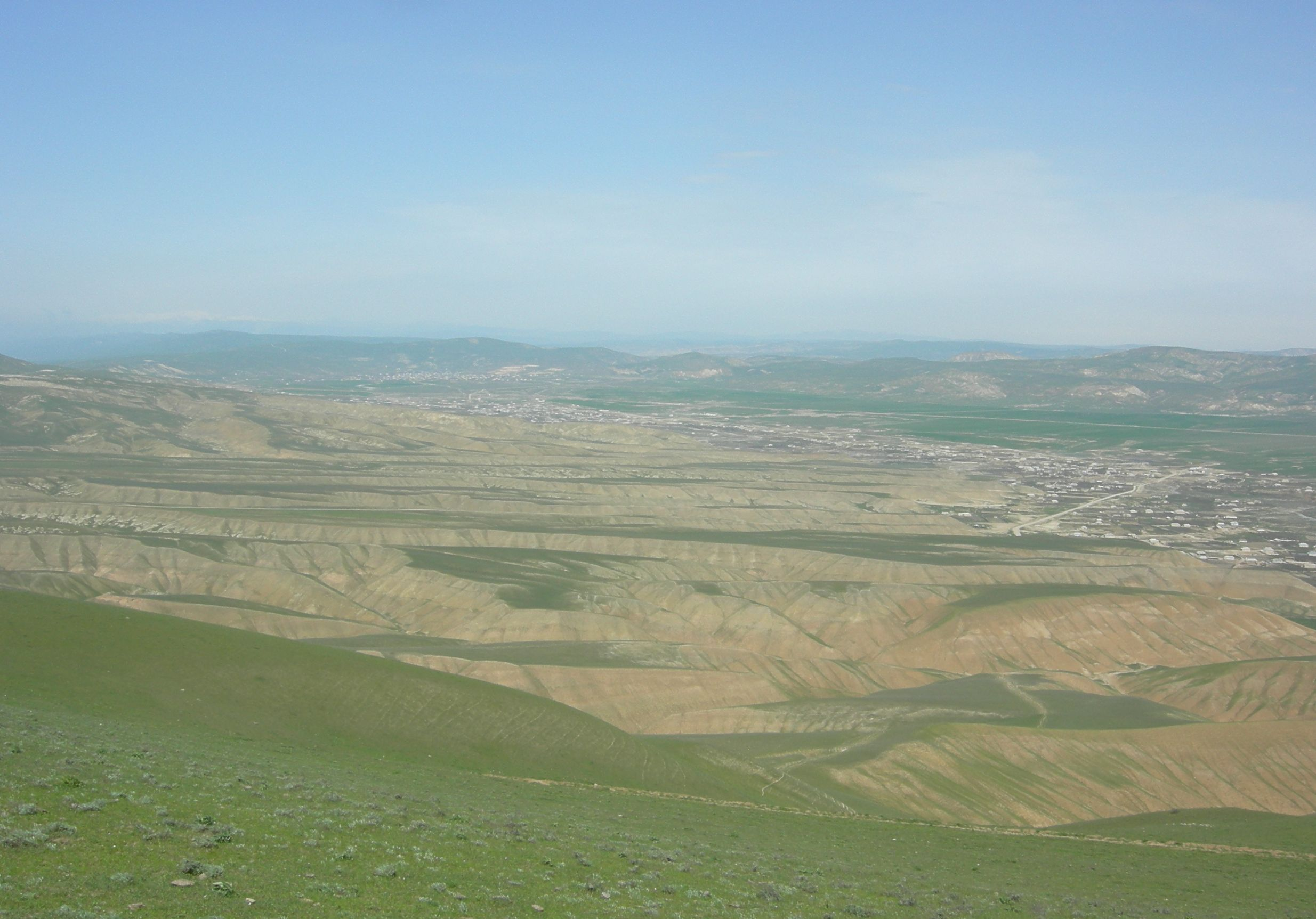
Пірсаатська долина